# GNOME Do
GNOME Do (kortweg Do) is een vrije applicatiestarter voor het Linux besturingssysteem. Het is origineel ontwikkeld door David Siegel en wordt nu onderhouden door Alex Launi. Anders dan traditionele docks heeft GNOME Do ook een zoekfunctie.
Ondanks dat GNOME Do ontwikkeld is voor het GNOME desktopomgeving, is het ook te gebruiken bij ander desktopomgevingen, zoals KDE.
GNOME Do was geïnspireerd door Quicksilver, een applicatie voor Mac OS X en GNOME Launch Box, een applicatie voor GNOME.

## Docky
Docky is een thema voor waarbij GNOME Do zich gedraagt als een traditioneel dock. Docky heeft drie modes:
- None: Docky is altijd zichtbaar
- Autohide: Docky is onzichtbaar en verschijnt wanneer de cursor in de buurt van Docky komt.
- Intellihide: Docky verdwijnt als het een actief scherm overlapt, Docky verschijnt weer als de cursor in de buurt van Docky komt.